# Phillip Sprangle
Phillip Sprangle (Brooklyn, 27 de setembro de 1944) é um físico estadunidense. Trabalha com a física de plasma.
Sprangle estudou no Instituto Politécnico da Universidade de Nova Iorque, onde obteve o bacharelado em eletrotécnica em 1967, obtendo o mestrado em 1969 na Universidade de Porto Rico, e obtendo um doutorado em 1973 em física aplicada na Universidade Cornell. A partir de 1972 trabalhou no Laboratório de Pesquisa Naval dos Estados Unidos, sendo a partir de 1982 pesquisador dirigente. É professor da Universidade de Maryland.
Em 2013 recebeu o Prêmio James Clerk Maxwell de Física do Plasma, por trabalhos pioneiros da interação de lasers de alta intensidade com plasma, o desenvolvimento de aceleradores de plasma, girotrões e aceleradores de elétrons com elevada densidade de corrente.
É fellow da American Physical Society, da Optical Society e do Instituto de Engenheiros Eletricistas e Eletrônicos (IEEE).